# Elizabeta Velikopoljska
Elizabeta Velikopoljska (poljsko Elżbieta Mieszkówna, češko Eliška Polská) je bila poljska princesa iz dinastije Pjastov, po porokah vojvodinja žena Češke in mejna grofica žena Spodnje Lužice, * okoli 1152, † 2. april 1209.
Bila je hčerka poljskega vojvode Mješka III. Starega in njegove prve žene Elizabete, hčerke ogrskega kralja Béle II.
Datum njenega rojstva ni znan. Srednjeveški viri ne omenjajo niti imena njene matere. Domneva se, da je to bila Elizabeta, ker sta obe imeli enako ime. Rojena je bila verjetno leta 1152 ali 1154.

## Življenje

### Vojvodinja Češke
Okoli leta 1173 se je poročila s češkim vojvodom Soběslavom II. Poroka je bila del več dinastičnih sporazumov Mješka III. Zaradi tega sporazuma so leta 1176 poljske čete pomagale vojvodi Soběslavu II. v boju proti Babenberžanom, vladarjem Avstrije. Leta 1178 je Prago oblegal Soběslavov bratranec, vojvoda  Bedřih/Friderik, in ujel Elizabeto, vendar jo je kmalu osvobodil. 27. januarja 1179 je bil Soběslav II. v bitki na obrobju Prage popolnoma poražen in se je zatekel na grad Skála. Po dolgem obleganju je Bedřih konec leta 1179 zmagal v dinastični vojni in postal novi vladar Češke. Elizabeta in njen mož sta odšla v izgnanstvo na Ogrsko, kjer je Soběslav II. 29. januarja 1180 umrl. Zakonca nista imela otrok.

### Mejna grofica Lužice in Eilenburga
Elizabeta se ni nikoli vrnila na Poljsko. Kmalu po moževi smrti se je konec januarja ali v začetku februarja 1180 poročila s Konradom, petim sinom lužiškega mejnega grofa Dedija V. Z njim je imela tri otroke: sina Konrada in hčerki Matildo in Agnezo.
Dne 16. avgusta 1190 je Dedi V. umrl. Njegove posesti so bile razdeljene med njegova preživela sinov. Starejši Dietrich je podedoval grofiji Sommerschenburg in Groitzsch, Konrad pa je dobil mejno grofijo Lužico in grofijo Eilenburg. Elizabeta je postala grofica žena obeh grofij. O njeni vlogi na lužiškem dvoru ni nobenega zapisa.

### Smrt in zapuščina
V začetku leta 1209 je Konrad II. Lužiški v bitki pri Lubuszu porazil vojsko Elizabetinega polbrata Vladislava III. Poljskega. Domneva se, da je ta dogodek morda prispeval k Elizabetini smrti 2. aprila 1209. Leto pozneje je 6. maja 1210 umrl tudi Konrad II. 
Elizabeta je pokopana v opatiji Dobrilugk. Njen edini sin Konrad je umrl v otroštvu. Mlajša hči Agneza se je poročila s Henrikom V., grofom Renskega palatinata in ni imela otrok. Elizabetini številni potomci so potomci njene starejše hčerke Matilde in njenega moža Alberta II., mejnega grofa Brandenburga.